# Мошусно говече
Мошусно говече (лат. Ovibos moschatus) је врста папкара из породице шупљорожаца (Bovidae). Сродније је са овцама и козама, него говедима. Живи у хладним пределима Арктика и представља реликт плеистоцене фауне. По завршетку леденог доба се одржало само на северу Северне Америке. У новије време је насељено у Азију и Европу. Име је добило по мошусу, мирису који мужјак ослобађа из жлезда, током сезоне парења.
Пореклом са Арктика, познат је по својој дебелој длаци и по јаком мирису који емитују мужјаци током сезонске колотечине, по чему и потиче његово име. Овај мошусни мирис има ефекат привлачења женки током сезоне парења. Његово инуктитутско име „умингмак“ преводи се као „брадати“. Њена имена у шумском кри језику су „мати-мос“ и „матхи-мостос“ што се преводи као „ружни лос“ и „ружни бизон“. Мошусна говеда првенствено живе на Гренланду и Канадском Арктику Северозападних територија и Нунавута, са поновно уведеним популацијама у америчкој држави Аљасци, канадској територији Јукон, и у Сибиру, и уведеном популацијом у Норвешкој, део које је прешао у Шведску, на мало насељена подручја.

## Еволуција

### Постојећи сродници
Мошусно говече је у подплемену Ovibovina (или племену Ovibovini) у племену Caprini (или потфамилији Caprinae) из потфамилије Antilopinae у породици Bovidae. У ближој је вези са овцама и козама него са воловима; смешта се у сопствени род, Ovibos (латински: „овчији вол“). То је један од два највећа постојећа члана коза, заједно са такином сличне величине. Док су се такин и мошусно говече некада сматрали могућим блиско повезаним врстама, такину недостају заједничке карактеристике овибовина, као што је специјализована морфологија рогова мошусног говечета, а генетска анализа показује да су се њихове лозе заправо одвојиле рано у еволуцији коза. Уместо тога, сматра се да су најближи живи рођаци мошусног говечета горали из рода Naemorhedus, који су данас уобичајени у многим земљама централне и источне Азије. Нејасна сличност између такина и мошусног говечета је стога пример конвергентне еволуције.

### Фосилна историја и изумрли сродници
Савремено мошусно говече је последњи члан линије овибовина која је прво еволуирала у умереним регионима Азије и прилагодила се хладном окружењу тундре касно у својој еволуционој историји. Преци мошусног говечета са високо постављеним роговима налик овцама (језгра рогова су углавном изнад равни чеоних костију, а не испод њих као код модерних мошусних говеда) први пут су напустили шуме умереног појаса за пашњака у настанку у централној Азији током плиоцена, проширивши се у Сибир и остатак северне Евроазије. Каснији миграциони таласи азијских копитара који су укључивали и високорога мошусна говеда доспели су у Европу и Северну Америку током прве половине плеистоцена. Прво добро познато мошусно говедо, Euceratherium „жбунски бик”, прешао је у Северну Америку преко ране верзије Беринговог копненог моста пре два милиона година и напредовао на америчком југозападу и Мексику. Euceratherium је био већи, али лакше грађен од модерних мошусних говеда, подсећао је на џиновску овцу са масивним роговима и преферирао је брдовите пашњаке.
Род са роговима средње величине, Soergelia, настањивао је Евроазију у раном плеистоцену, од Шпаније до Сибира, и прешао је у Северну Америку током Ирвингтонијана (од пре 1,8 милиона година до 240.000 година), убрзо након рода Euceratherium. За разлику од рода Euceratherium, који је опстао у Америци до изумирања у плеистоцену и холоцену, припадници Soergelia су били становници низије који су нестали прилично рано, расељени од стране напреднијих копитара, као што је „џиновско мошусно говече“ Praeovibos (дословно „пре Овибоса“). Нискороги Praeovibos је био присутан у Европи и Медитерану пре 1,5 милиона година, колонизовао је Аљаску и Јукон пре милион година и нестао пре пола милиона година. Praeovibos је била веома прилагодљива животиња за коју се сматра да је повезана са фаунама хладне тундре (ирваси) и умерених шумских области (јелен). Током Минделске глацијације пре 500.000 година, Praeovibos је био присутан у области реке Колима у источном Сибиру у интеракцији са многим мегафаунама леденог доба која ће касније коегзистирати са припадницима рода Ovibos, на самој Колими и другде, укључујући дивље коње, ирвасе, вунасте мамуте и јелен-лосове. Међутим, расправља се о томе да ли је Praeovibos био директно предак рода Ovibos, или су оба рода потицала од заједничког претка, пошто су се ова јављала заједно током средњег плеистоцена. Браниоци порекла из Praeovibos су предложили да је Praeovibos еволуирао у Ovibos у једном региону током периода изолације и да се касније проширио, заменивши преосталу популацију Praeovibos.
Још два рода налик роду Praeovibos именована су у Америци у 19. веку, Bootherium и Symbos, који су сада идентификовани као мушки и женски облици једне, полно диморфне врсте, „шумског мошусног говечета“, Bootherium bombifrons. Bootherium је насељавао отворене шумске пределе Северне Америке током касног плеистоцена, од Аљаске до Тексаса и можда чак у Мексику, али је био најчешћи у јужним Сједињеним Државама, док га је Ovibos заменио у тундра-степи на северу, непосредно јужно од Лаурентијског леденог покривача.
Савремени Ovibos се појавио у Немачкој пре скоро милион година и био је уобичајен у том региону кроз плеистоцен. Уз реку Миндел, мошусно говедо је такође стигао до Британских острва. Немачка и Британија биле су јужно од скандинавског леденог покривача и прекривене тундром током хладних периода, али плеистоценско мошусно говече се такође ретко бележи у бенигнијим и шумовитим пределима на југу попут Француске и Зелене Шпаније, где су коегзистирали са умереним копитарима попут црвених јелена и турова. Исто тако, познато је да је мошусно говедо опстало у Британији током топлих међуледених периода.
Данашња мошусна говеда воде порекло од других за које се верује да су мигрирали из Сибира у Северну Америку пре 200.000 и 90.000 година, пошто су претходно окупирали Аљаску (у то време уједињену са Сибиром и периодично изоловану од остатка Северне Америке од спајањем ледених плоча Лаурентиде и Кордиљера током хладнијих периода) између пре 250.000 и 150.000 година. Након миграције на југ током једног од топлијих периода илинојске глацијације, неаљаско америчко мошусно говедо гило је изоловано од осталих у хладнијим периодима. Мошусно говедо је већ било присутно у свом садашњем упоришту на острву Банкс пре 34.000 година, али је постојање ругих подручја без леда у Канадском арктичком архипелагу у то време спорно.
Заједно са бизоном и рачворогом антилопом, мошусно говедо је било једна од неколико врста плеистоценске мегафауне у Северној Америци која је преживела изумирање у плеистоцену/холоцену и живела до данашњих дана. Сматра се да је мошусно говедо било у стању да преживи последњи глацијални период проналазећи подручја без леда (рефугијум) далеко од праисторијских људи.
Фосилни ДНК докази сугеришу да мошусна говеда не само да су била географски распрострањенија током плеистоцена, већ и генетски разноврснија. Током тог времена, друге популације мошусних говеда живеле су широм Арктика, од Урала до Гренланда. Насупрот томе, садашњи генетски састав врсте је хомогенији. Климатске флуктуације су можда утицале на ову промену у генетској разноликости: истраживања показују да су хладнији периоди у историји Земље повезани са већом разноврсношћу, а топлији периоди са већом хомогеношћу.

## Опис
Мошусно говече је високо 1,2 метра у раменима. Мужјаци су дугачки 2-2,5 метара. Просечно теже око 285 кг, мада могу достићи и 400 кг. Има дебело крзно и дугачку сиво-црну длаку. Рогови су дуги и повијени надоле, са уздигнутим врховима.

## Распрострањење
Ареал мошусног говечета обухвата Канаду, Гренланд и Аљаску. Са Аљаске је истребљено почетком 20. века, али је поново насељено у тим крајевима. Са острва Банкс, где живи велика већина данашње популације, насељено је Шведску, Норвешку и Русију (Сибир). Последња крда ових животиња ван Северне Америке су живела на полуострву Тајмир у Сибиру пре 2.000 година.

## Начин живота
Живи у крдима од 10 до 20 јединки, мада их може бити и преко 70. Током зиме су крда састављена од мужјака, женки и младунаца, а лети, за време сезоне парења, један доминантан мужјак отера остале из крда, па они лутају тундром у посебним крдима. У опасности крдо ствара круг у чијем се центру налазе младунци и женке, а мужјаци споља одбијају нападе роговима. Овај начин одбране је успешан против вукова, али због тог застајања и брањења су много страдали од људи. 